# Gruppo degli Altipiani
Il Gruppo degli Altipiani fa parte delle Prealpi Vicentine nelle Prealpi Venete, in Provincia di Vicenza (Veneto) e Provincia di Trento (Trentino-Alto Adige) ed è composto dall'Altopiano di Folgaria, dall'Altopiano di Lavarone e dall'Altopiano dei Sette Comuni, i cosiddetti altipiani cimbri per l'utilizzo in questi luoghi, in passato, della lingua cimbra.

## Classificazione
Secondo la SOIUSA il Gruppo degli Altipiani è un supergruppo alpino con la seguente classificazione:
- Grande parte = Alpi Orientali
- Grande settore = Alpi Sud-orientali
- Sezione = Prealpi Venete
- Sottosezione = Prealpi Vicentine
- Supergruppo = Gruppo degli Altipiani
- Codice = II/C-32.I-A

## Delimitazioni
Ruotando in senso orario i limiti geografici del Gruppo degli Altipiani sono: Sella di Borgo (Val di Sella), Valsugana, Canale di Brenta, Bassano del Grappa, Piana di Schio, Val d'Astico, Valle Posina, Passo della Borcola, Val Terragnolo, fiume Adige, Trento, Sella di Pergine.

## Suddivisione

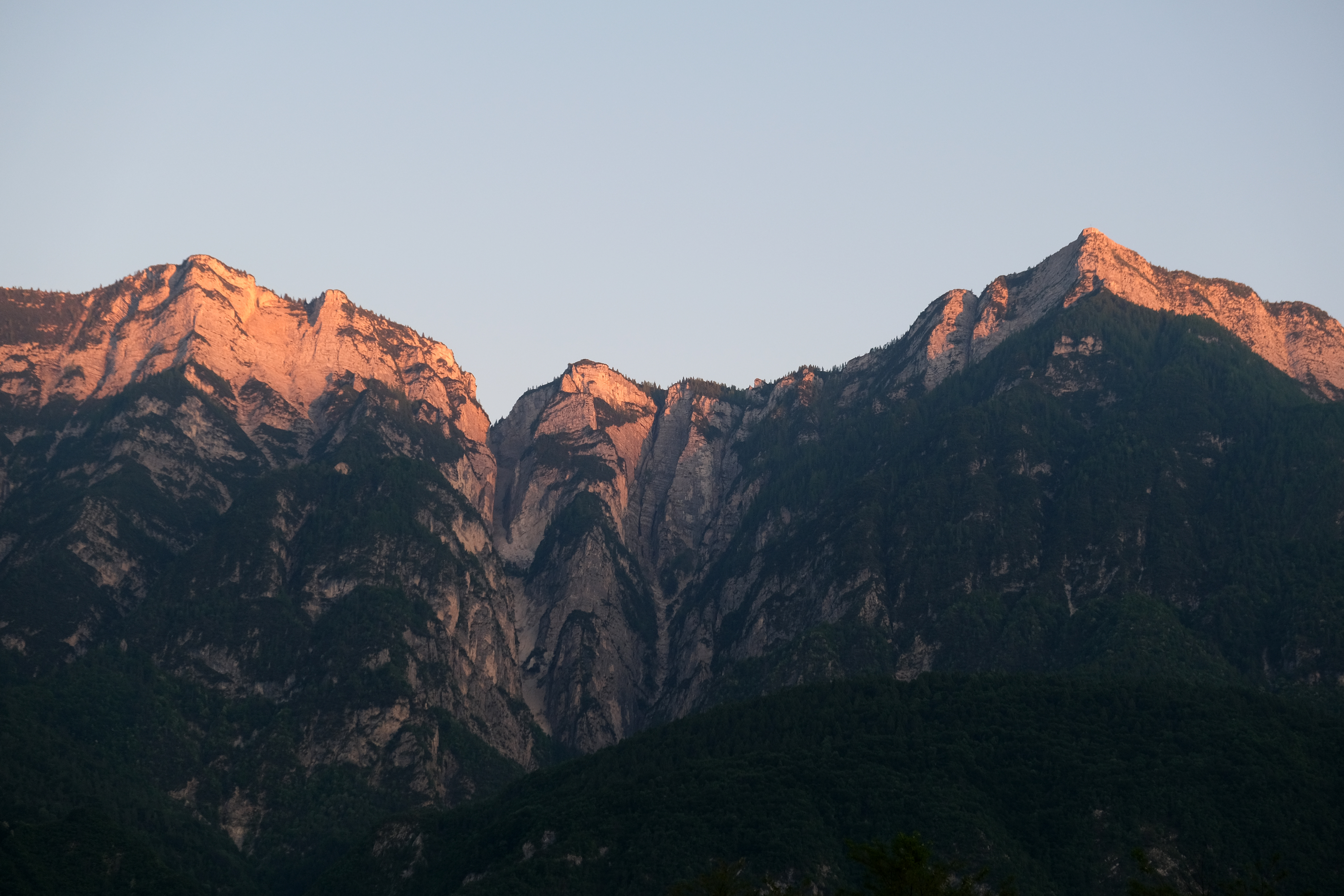
Cima Vezzena dal Levico Terme

Secondo la SOIUSA il Gruppo degli Altipiani è suddiviso in tre gruppi e dieci sottogruppi:
- Altopiano di Folgaria (1)
  - Dorsale del Becco di Filadonna (1.a)
  - Dorsale del Campomolon (1.b)
- Altopiano di Lavarone (2)
  - Dorsale Costa Alta-Cimone (2.a)
  - Dorsale del Monte Verena (2.b)
- Altopiano dei Sette Comuni (3)
  - Dorsale Cima Portule-Vezzena (3.a)
  - Dorsale Cima XII-Ortigara (3.b)
  - Dorsale Campo Verde-Zingarella (3.c)
  - Dorsale Fiara-Fior (3.d)
  - Dorsale Forcellona-Lisser (3.e)
  - Dorsale Fonti-Bertiaga (3.f)

Ad ovest si trova l'Altopiano di Folgaria. Andando verso est oltre la linea Val d'Astico e Sella di Carbonare si trova l'Altopiano di Lavarone. Infine oltre la linea Val d'Astico, Val d'Assa, Passo di Vezzena si trova l'Altopiano dei Sette Comuni.

## Vette principali
Tra le montagne principali vi sono:
- Cima XII - 2.336 m
- Cima Portule - 2.310 m
- Becco di Filadonna - 2.150 m
- Vigolana - 2.149 m
- Monte Ortigara - 2.105 m
- Cima Mandriolo - 2.052 m
- Monte Verena - 2.015 m
- Cima Vezzena - 1.908 m
- Monte Zingarella - 1.901 m
- Monte Campomolon - 1.853 m
- Monte Fior - 1.824 m
- Monte Zebio - 1.819 m
- Marzola - 1.738 m
- Spitz di Tonezza - 1.694 m
- Monte Lisser - 1.633 m
- Monte Finonchio - 1.608 m
- Monte Cengio - 1.354 m
- Monte Frizzon - 1.248 m
- Monte Cimone di Tonezza - 1.226 m